# Nicolás Larcamón

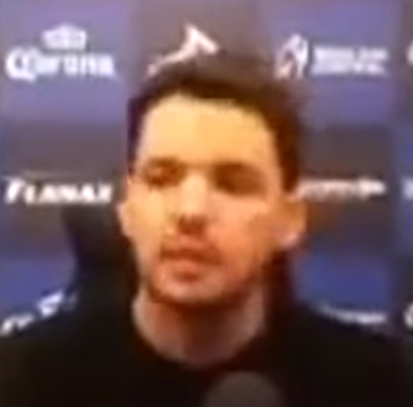
Nicolás Larcamón

Nicolás Ricardo Larcamón (La Plata, 11 de agosto de 1984) é um treinador argentino. Atualmente está sem clube.

## Carreira como jogador
Larcamón nasceu em La Plata em uma família de jogadores de futebol. Seu pai e seu tio jogavam profissionalmente na Argentina. Larca sonhava em seguir seus passos e cresceu em Los Andes, onde jogou em algumas equipes de menor escalão. Porém, após sofrer de osteocondrite, Larcamón se aposentou como jogador aos 22 anos.
Após encerrar a carreira de jogador, Larcamón começou a estudar para ser professor de educação física, depois deu uma guinada brusca e mudou seu foco de estudo para arquitetura. Ele passou quatro anos trabalhando nesta área antes que sua paixão pelo futebol superasse. Pouco antes de terminar seus estudos de arquitetura, surgiu uma oportunidade para treinar o clube juvenil Almafuerte, em Temperley. A partir daí, subiu na hierarquia técnica: desde o trabalho nas categorias de base de Nueva Chicago e Los Andes, até como assistente técnico do clube Mataderos, trabalhando sob as ordens do técnico Alejandro Nanía.

## Carreira como treinador

### Deportivo Anzoátegui
Sua primeira experiência como treinador foi no Deportivo Anzoátegui, na Venezuela, em janeiro de 2016. Após cinco meses no time, ele chegou à primeira final do campeonato e assim conseguiu classificar o time para a Copa Sul-Americana. Além disso, tornou-se o mais jovem Técnico argentino a chegar em uma final na Venezuela, aos 31 anos. Em outubro de 2016, renovou seu contrato por mais dois anos.
Depois de um ano e meio no clube venezuelano, em junho de 2017, sua saída foi oficializada de comum acordo quando terminou o Apertura 2017.

### Futebol Chileno
Em 10 de junho de 2017, foi confirmado como novo técnico do Deportes Antofagasta e assinou contrato por 18 meses.8 Porém, em 25 de dezembro, apresentou sua demissão apesar de ter terminado em 7º lugar no Torneio de Transição.
Em janeiro de 2018, Larcamón foi apresentado como técnico do Huachipato, substituindo César Vigevani. Após passar um período aceitável no clube chileno, em 9 de julho de 2019 deixou o cargo por mútuo acordo.
Em 5 de dezembro de 2019, assumiu o cargo de técnico do Curicó Unidos para a temporada 2020. Porém, em novembro de 2020, apresentou sua demissão após ter recebido "ofertas concretas" de propostas de trabalho em outras equipes no exterior.

### Puebla
Em dezembro de 2020, o Club Puebla oficializou a contratação de Larcamón a partir da temporada 2021. Em sua primeira temporada, chegou às semifinais do Clausura 2021, onde perderia para o Santos Laguna. Ao longo de sua passagem por Puebla, conseguiu chegar as quartas de final em três ocasiões consecutivas após passar pela Reclassificação. Em novembro de 2022, ele renunciou ao cargo de técnico.

### León
Em 30 de novembro de 2022, foi confirmado como técnico do Club León, substituindo Renato Paiva. Em junho de 2023, sagrou-se campeão da Liga dos Campeões da Concacaf, após vencer o Los Angeles FC. No dia 15 de dezembro de 2023, acabou sendo derrotado com o León no Mundial de Clubes pelo Urawa Red Diamonds, do Japão, após a eliminação precoce no torneio, deixou o cargo em comum acordo com a direção do clube.
Poucos dias depois, iniciou conversas para assumir o Cruzeiro.

### Cruzeiro
No dia 19 de dezembro de 2023, passados quatro dias de seu desligamento do León, acertou acordo para ser o novo treinador do Cruzeiro para a temporada de 2024, sendo substituto de Paulo Autuori, que comandou a equipe interinamente na reta final do Campeonato Brasileiro de 2023. No dia 20 de dezembro foi oficialmente anunciado.
Estreou em Minas Gerais na vitória sobre o Villa Nova, em Nova Lima, pelo Estadual. Seu início ficou ainda marcado pelo triunfo por 2-0 no clássico contra o Atlético-MG na Arena MRV em fevereiro. Sua primeira vitória no Mineirão foi diante do Patrocinense, no dia 9 de fevereiro.
No dia 8 de abril de 2024, após derrota em casa na final do Campeonato Mineiro para o Atlético-MG, e ainda somada a eliminação precoce da Copa do Brasil, diante do Sousa/PB, o Cruzeiro anunciou a saída de Larcamón. Foram 7 vitórias, 4 empates e 3 derrotas em 14 jogos pelo clube. Para substitui-lo, foi anunciado o retorno de Fernando Seabra.

## Títulos
León
- Copa dos Campeões da CONCACAF: 2023